# Christina Hendricks
Christina Hendricks (Knoxville (Tennessee), 3 mei 1975) is een Amerikaans actrice. Ze won in 2009 de prijs voor "beste actrice in een dramaserie" op het "Festival de télévision de Monte-Carlo" voor haar rol in Mad Men. In 2009 en 2010 won ze met haar collega's uit Mad Men een Screen Actors Guild Award voor "beste cast in een dramaserie" en ze won tijdens de Critics' Choice Television Awards van 2011 ex aequo de prijs voor "beste vrouwelijke bijrol in een dramaserie".

## Biografie
Hendricks acteerde aan het begin van haar carrière in een lokaal theater. In 1999 kreeg ze haar eerste televisierol. Ze had gastrollen in onder meer Angel, ER, Cold Case en Without a Trace. Ze was in twee afleveringen te zien van de sciencefictionserie Firefly waarvoor ze in 2006 een "SyFy Genre Award" won. In 2007 speelde ze een hoofdrol in de films La Cucina en later dat jaar in South of Pico.
Van 2007 tot 2015 speelde ze de rol van "Joan Holloway", het diensthoofd van een groep secretaresses in een reclamebureau tijdens de jaren zestig, in de met verschillende Emmy Awards en Golden Globes bekroonde televisieserie Mad Men.

## Privé
Ze was van 2009 tot 2019 getrouwd met acteur Geoffrey Arend. In 2024 trouwde ze met George Bianchini.

## Prijzen
- 2008: Screen Actors Guild Awards, Outstanding Performance by an Ensemble in a Drama Series, nominatie
- 2009: Screen Actors Guild Awards, Outstanding Performance by an Ensemble in a Drama Series, gewonnen
- 2009: Festival de télévision de Monte-Carlo, Outstanding Actress - Drama Series, gewonnen
- 2010: Screen Actors Guild Awards, Outstanding Performance by an Ensemble in a Drama Series, gewonnen
- 2010: Emmy Award, Outstanding Supporting Actress in a Drama Series, genomineerd
- 2011: Screen Actors Guild Awards, Outstanding Performance by an Ensemble in a Drama Series, nominatie
- 2011: Festival de télévision de Monte-Carlo, Outstanding Actress - Drama Series, genomineerd
- 2011: Emmy Award, Outstanding Supporting Actress in a Drama Series, genomineerd